# Leschelle
Leschelle es una comuna francesa situada en el departamento de Aisne, de la región de Alta Francia.

## Geografía
Está ubicada a 16 km al noroeste de Vervins.

## Demografía
| 453 | 415 | 335 | 351 | 305 | 282 | 293 | 276 |
| Para los censos de 1962 a 1999 la población legal corresponde a la población sin duplicidades (Fuente: INSEE [Consultar]) |     |     |     |     |     |     |     |